# Skworczyk karoliński
Skworczyk karoliński (Aplonis pelzelni) – gatunek małego ptaka z rodziny szpakowatych (Sturnidae). Endemiczny dla wyspy Pohnpei (Mikronezja). Prawdopodobnie wymarły.
Morfologia
Długość ciała wynosi około 16,5 cm, w tym ogon ok. 6 cm i dziób 2,1 cm. Upierzenie jednolicie smolistobrązowe, z jaśniejszymi skrzydłami i ogonem.
Zasięg występowania
Gatunek endemiczny dla wyspy Pohnpei w Mikronezji, gdzie zasiedlał teren około 60 km². Środowisko życia stanowiły ciemne, wilgotne górskie lasy, na wysokości co najmniej 425 m n.p.m. Obserwacje zgłoszone jako dotyczące skworczyka karolińskiego mówiły o osobnikach na drzewach Campnosperma brevipetiolata, charakterystycznych dla Mikronezji.
Status, zagrożenia
Według IUCN gatunek klasyfikowany jako krytycznie zagrożony wyginięciem (CR – Critically Endangered). Ostatnia obserwacja miała miejsce 4 lipca 1995 roku – poprzednia 7 marca 1956 roku, kiedy to zebrano dwa okazy. Osobnik napotkany w roku 1995 został zestrzelony, odkryto go w trakcie wyprawy herpetologicznej. Nie są znane dokładne przyczyny niskiej liczebności gatunku. Nagłe zmniejszenie się populacji nastąpiło w latach 30. XX wieku, gdy przez 3 miesiące zebrano około 60 osobników. W 2010 roku w trakcie siedmiodniowej eksploracji wyspy nie odnaleziono żadnych osobników tego gatunku. Za prawdopodobne przyczyny potencjalnego wymarcia podaje się niszczenie środowiska, nielegalne polowania na ptaki (rozpowszechnione na Pohnpei) oraz drapieżnictwo ze strony szczurów (Rattus ssp.).